# Paranemastoma ancae
Paranemastoma ancae is een hooiwagen uit de familie aardhooiwagens (Nemastomatidae).